# Stenosoma wetzerae
Stenosoma wetzerae is een pissebed uit de familie Idoteidae. De wetenschappelijke naam van de soort is voor het eerst geldig gepubliceerd in 1991 door Ormsby.